# Livø
Livø ist eine Insel im Limfjord (Jütland, Dänemark) mit einer Fläche von 331 ha und 6 Einwohnern (1. Januar 2023). Die Insel liegt nur wenige Kilometer nordöstlich von Fur und etwa 10 Kilometer südwestlich von Løgstør. In der Zeit vom 1. April bis 1. Oktober verkehrt regelmäßig eine Fähre zwischen Rønbjerg und Livø. Die Überfahrt dauert etwa 20 Minuten. Livø gehört zur Kirchspielsgemeinde (dän.: Sogn) Ranum Sogn, die bis 1970 zur Harde Slet Herred im Ålborg Amt gehörte, ab 1970 zur Løgstør Kommune im damaligen Nordjyllands Amt, die im Zuge der Kommunalreform zum 1. Januar 2007 in der Vesthimmerlands Kommune in der Region Nordjylland aufgegangen ist.

## Historie
Spuren in Form von Werkzeugen, bearbeitetem Bernstein und Resten von Lehmhütten bezeugen, dass die Insel schon während der Steinzeit bewohnt war. In der Zeit von 1158 bis nach der Reformation war Livø Eigentum des Klosters Vitskøl. 1573 wurde die Insel unter dem Namen „Bjørnsholm“ zu einem Herrensitz, bis sie 1850 verkauft wurde. Nach mehreren, zumeist wenig erfolgreichen Versuchen der wechselnden neuen Eigentümer, eine wirtschaftlich tragfähige Existenz zu begründen, erwarb im Jahre 1911 ein Professor Keller die Insel und richtete hier eine Anstalt für geistig Behinderte ein, „Den Kellerske Åndssvageanstalt“. In den folgenden 50 Jahren waren hier geistig behinderte Kriminelle untergebracht, die in der Land- und Forstwirtschaft beschäftigt wurden. Die Anstalt wurde 1970 aufgegeben. Einige der Gebäude aus dieser Zeit sind heute Teil einer Ferienanlage auf Livø. Die Insel ist im Staatsbesitz unter Verwaltung des Naturressorts (Naturstyrelsen) des dänischen Umweltministeriums; es wird seit 1991 ökologische Versuchs- und Demonstrationslandwirtschaft betrieben.

## Geologie
Livø hat eine eiszeitlich geprägte Landschaft, die im Süden flach ist und im Norden bis zu 43 Meter aufragt. In der Steilküste an der Nordwestseite sind mehrere Profile aufgeschlossen, aus denen sich die Ablagerungsverhältnisse, die Art der teils tertiären, meistenteils aber glazialen Sedimente und die durch glazialen Eisdruck hervorgerufenen Störungen in der Schichtfolge nachvollziehen lassen.

### Liv Tap
Eine Besonderheit bildet die südliche Landzunge Liv Tap (vom alten Namen der Insel Liv und tap = Zapfen). Sie besteht aus Kies von nur wenigen Metern Breite, aber ist etwa drei Kilometer lang, länger als die Insel selbst. Die Form der Landzunge geht auf die Wind- und Stromverhältnisse zurück. Die vorherrschenden Nordwestwinde bewirken eine beiderseits der Insel nach Südosten verlaufende Strömung. Im Süden der Insel, wo die Ströme im Windschatten aufeinandertreffen, lagert sich das von den beiden Strömungen mitgeführte Material ab. In den letzten hundert Jahren ist die Landzunge um zwei Kilometer gewachsen. Sie bildet die Verlängerung der im Südteil der Insel gelegenen Strandwallfläche, die ebenfalls ständig wächst.
Liv Tap ist Typuslokalität für diesen Landzungentyp und wegen seiner sehr schmalen, langen Form zugleich das ausgeprägteste Beispiel in Dänemark. In der dänischen fachgeographischen Terminologie bezeichnet man ihn eine retodde (gesprochen /rett-odde/; von ret = gerade, odde = Landzunge). Voraussetzung ist, dass die Küstenlinie einen scharfen Knick macht, und die Sedimentströmungen beiderseits des Knickes gleicher Richtung und Größe sind. Sonst entsteht die üblichere, landeinwärts krumme Krumodde. Ähnliche Retodden sind das Jordrev der Insel Romsø im Großen Belt, Skarø Odde und Sandhoved auf Birkholm im Südfünischen Inselmeer sowie die Ostspitze von Lilleø in der Storstrøm. Innerhalb des Limfjords gibt es Jelser Odde bei Lundø und Sundsøre. Häufiger sind die breiteren, älteren (daher höheren) und mehr bewachsenen Retodden, die nicht mehr als eine winzige Landzunge im Meer erscheinen; ein Beispiel ist Skagen.

## Tier- und Pflanzenleben
Liv Tap ist Robbenschutzgebiet und darf nicht betreten werden. In den Sommermonaten fahren jedoch Ausflugsschiffe von Fur und Rønbjerg aus die Robbenbänke an. Aus wenigen vor rund hundert Jahren auf der Insel ausgesetzten Damhirschen hat sich ein für die kleine Insel recht ansehnlicher Bestand entwickelt, der durch Abschüsse reguliert wird.
Die Heide vor allem im Norden der Insel ist Rest einer einst ausgedehnten Heidefläche, die seit etwa 1800 hauptsächlich durch landwirtschaftliche Flächennutzung stark zurückgedrängt wurde. Heute sind große Teile der einstigen Heidefläche mit Nadelwald bedeckt. Ebenfalls im Nordteil der Insel sind Reste alter Eichen-Hasel-Wälder anzutreffen, die in der Steinzeit, vor etwa 5000 Jahren, als das Klima etwas wärmer war als das heutige, große Teile der Insel bedeckten. Zahlreiche Eichen haben ein Alter von rund 300 Jahren.

## Wirtschaft und Tourismus
Neben der staatlichen Forschungsstätte spielt während der Sommermonate der Tourismus eine gewisse Rolle. Außer einem Campingplatz stehen in sieben Übernachtungshäusern, die auf die Zeit der „Kellerske Åndssvageanstalt“ zurückgehen, etwa 270 Betten für Feriengäste zur Verfügung. An der Ostküste liegt nahe der Anlegestelle der Fähre ein kleiner Yachthafen. Motorfahrzeuge und Hunde dürfen auf die Insel nicht mitgebracht werden.